# Rudina Hajdari
Rudina Hajdari (Tropojë, 15 agosto 1987) è una politica albanese, ex membro dell'Assemblea di Albania e capogruppo parlamentare dell'opposizione.
Figlia del defunto Azem Hajdari, che ha guidato il movimento studentesco albanese del 1990 che ha portato alla caduta del comunismo in Albania, Hajdari è stata eletta all'assemblea albanese il 9 settembre 2017 per la prefettura di Tirana.

## Biografia
Rudina Hajdari è nata il 15 agosto 1987 a Tropojë.
Dopo l'assassinio del padre nel 1998, nel 2002 Hajdari si è trasferita negli Stati Uniti d'America per proseguire gli studi.
Si è laureata nel 2009 in Scienze politiche alla Fordham University, per poi conseguire un Master of Arts in Geopolitica, Territorio e Sicurezza al King's College London nel 2014 e un secondo Master of Arts in Diritti umani alla Columbia University nel 2016. Hajdari ha anche pubblicato numerosi editoriali sulle sfide per la regione dei Balcani occidentali in testate come Newsweek.
Dal 2014 al 2015 Hajdari ha ricoperto il ruolo di Staff Associate presso il deputato Eliot Engel, membro della Camera dei Rappresentanti degli Stati Uniti per il 16º Distretto di New York, che ricopre anche la carica di Presidente della Commissione Affari Esteri.
Dopo la sua breve esperienza negli Stati Uniti, ha deciso di tornare in Albania, nel "tentativo di contribuire a far rivivere il partito che suo padre ha co-fondato e a restituirgli il suo antico splendore".

## Carriera politica
Si è candidata in Parlamento insieme al leader del Partito democratico Lulzim Basha nella Prefettura di Tirana, in una posizione sicura nella lista.
A settembre è stata nominata membro della Commissione per la politica estera e membro, e successivamente presidente, della Commissione per l'integrazione europea.
Nel dicembre 2018, a seguito delle proteste studentesche, ha dichiarato che l'Albania ha bisogno di un nuovo movimento e che ha preso in considerazione la possibilità di lasciare il Partito Democratico, in quanto non è più gradito dalla gente. Ha inoltre contestato la decisione del suo partito di boicottare il Parlamento.
A seguito della decisione del 18 febbraio 2019 adottata dal leader del Partito Democratico Lulzim Basha di rinunciare al proprio mandato, Hajdari ha criticato con forza la decisione del suo partito in un'intervista dell'11 marzo trasmessa da Voice of America, in cui Hajdari ha confermato che non si sarebbe unita agli altri 41 deputati del partito nell'abbandono del proprio incarico, venendo espulsa dal suo partito per questa decisione. Hajdari ha indicato come motivazione principale le proteste sempre più violente che Basha ha guidato a Tirana, che hanno ricevuto anche una diffusa condanna internazionale da parte di Federica Mogherini, Alto rappresentante dell'Unione per gli affari esteri e la politica di sicurezza, e Johannes Hahn, Commissario europeo per l'allargamento e la politica di vicinato.
A maggio 2020 è stata destituita dalla presidenza del gruppo parlamentare. A luglio 2020 ha annunciato la creazione del nuovo partito Nisma per concorrere alle elezioni del 2021, in opposizione alla decisione dei grandi partiti di opposizione extraparlamentari di non supportare la proposta di aprire le liste dei parlamentari alle prossime elezioni.